# Kałajdynci
Kałajdynci (ukr. Калайдинці) – wieś na Ukrainie, w obwodzie połtawskim, w rejonie łubieńskim, w hromadzie Łubny. W 2001 liczyła 1016 mieszkańców.